# Donna mal d'Africa
Donna mal d'Africa è un album del cantautore italiano Sergio Endrigo, pubblicato dall'etichetta discografica Vanilla e distribuito dalla Fonit Cetra nel 1978.
I brani sono composti dall'interprete con la collaborazione di Claudio Mattone, tranne "Il pane" di Endrigo con Federico Troiani; gli arrangiamenti sono curati da Mauro Chiari, Carlo Pennisi e Federico Troiani.

## Tracce

### Lato A
1. Donna mal d'Africa (testo: Sergio Endrigo e Claudio Mattone – musica: Sergio Endrigo)
2. La borghesina (testo: Sergio Endrigo – musica: Federico Troiani e Sergio Endrigo)
3. Il pane (testo: Sergio Endrigo e Claudio Mattone – musica: Sergio Endrigo)
4. Cellulite (testo: Sergio Endrigo e Claudio Mattone – musica: Sergio Endrigo)

### Lato B
1. Addio Elena (testo: Sergio Endrigo e Claudio Mattone – musica: Sergio Endrigo)
2. Dove vanno i sogni la mattina (testo: Sergio Endrigo e Claudio Mattone – musica: Sergio Endrigo)
3. I grani temi (testo: Sergio Endrigo e Claudio mattone – musica: Sergio Endrigo)
4. Mozart (testo: Sergio Endrigo e Claudio Mattone – musica: Sergio Endrigo)
5. Lo struzzo (testo: Sergio Endrigo e Claudio Mattone – musica: Sergio Endrigo)

## Crediti
- Sergio Endrigo, voce[1]
- Carlo Pennisi, chitarre e cori
- Federico Troiani, tastiere e cori
- Mauro Chiari, altri strumenti e cori
- Dino Cappa, basso
- Giancarlo Aru, batteria